# كعب أخيل: مقالات 1968-1973
كعب أخيل: مقالات 1968-1973هو كتاب من تأليف آرثر كويستلر . وهي عبارة عن مجموعة من الكتابات والمحاضرات والعناوين ومراجعات الكتب والمقالات الصحفية وما شابه ذلك.

## محتويات
الرغبة في تدمير الذات : نسخة منقحة من خطاب قبول جائزة سونينج أمام جامعة كوبنهاجن ، أبريل 1968م، ومن ورقة بحثية تمت قراءتها في ندوة نوبل الرابعة عشرة، ستوكهولم ، سبتمبر 1969م.
التمرد في الفراغ : نسخة منقحة من ورقة بحثية معدة لندوة "الجامعة وأخلاقيات التغيير" بجامعة كوينز ، كينغستون ، كندا، نوفمبر 1968م. نُشرت لأول مرة في مجلة The Policy Quarterly ، أكتوبر-ديسمبر 1969.
هل يمكن الوثوق بالأطباء النفسيين؟ : قراءة ورقة بحثية في ندوة الجمعية العالمية للطب النفسي حول "استخدامات وإساءات الطب النفسي"، لندن، نوفمبر 1969م.
الحياة في عام 1980 – حكم الاعتدال : في سبتمبر 1969م، بينما كان العقد يقترب من نهايته، دعت صحيفة التايمز اللندنية ستة أعضاء من مختلف المهن "لمحاولة التنبؤ بما ستكون عليه الحياة في عام 1980م". ظهرت مساهمة كويستلر في 2 أكتوبر 1969م.
خطايا الإغفال : بينما مات ستة ملايين بقلم آرثر د. مور . تمت المراجعة في المراقب 7 أبريل 1968م.
المستقبل إن وجد : القنبلة البيولوجية الموقوتة بقلم جوردون راتراي تايلور . تمت المراجعة في الملاحظ 21 أبريل 1968م.
الذهاب إلى أسفل هجرة: كتاب يوم القيامة من تأليف جوردون راتراي تايلور. تمت المراجعة في صحيفة صنداي تايمز ، 6 سبتمبر 1970م.
المواقف الجهلة: البيوقراطيون بقلم جيرالد ليتش . تمت المراجعة في الملاحظ في 26 أبريل 1970م.
اللمسة العارية: السلوك الحميم بقلم ديزموند موريس . تمت المراجعة في الملاحظ في 10 أكتوبر 1971م.
ليس عن طريق الكراهية وحدها: الحب والكراهية بقلم إيريناوس إيبل-إيبسفيلد . تمت المراجعة في صحيفة صنداي تايمز بتاريخ 18 فبراير 1972م.
آفاق المنوم: العقل والجسد لستيفن بلاك. تمت المراجعة في الملاحظ بتاريخ 20 أبريل 1969م.
تشريح كانارد: إشاعة في أورليانز بقلم إدغار مورين . تم استرجاعه في صنداي تايمز ، 4 يوليو 1971م.
مجمع أبيشاج: تخضير أمريكا بقلم تشارلز أ. رايش . تمت المراجعة في صحيفة صنداي تايمز بتاريخ 2 مايو 1971م.
النبي والبوسير : مذكرات قديمة لأندريه مالرو ، ترجمة تيرينس كيلمارتن. تمت المراجعة في الملاحظ بتاريخ 22 سبتمبر 1968م.
التخاطر والديالكتيك: اكتشافات نفسية من قبل الروس حرره مارتن إيبون . تمت المراجعة في مجلة New Statesman ، 4 بتاريخ مايو 1973م.
هوس فيتجنشتاين: فيينا فيتجنشتاين بقلم آلان جانيك وستيفن تولمين . تمت المراجعة في الملاحظ بتاريخ 3 يونيو 1973.
في ذكرى م بيترز: مذكرة نعي عن الوكيل الأدبي أد بيترز. نشرت في صحيفة صنداي تايمز بتاريخ 4 فبراير 1973م.
الأدب وقانون تناقص العوائد: محاضرة شلتنهام ، التي ألقيت في مهرجان شلتنهام للأدب ، نوفمبر 1969م.
العلوم وشبه العلوم : خطاب مأدبة أمام المؤتمر السنوي لجمعية علم النفس الباراسيكولوجي ، إدنبرة ، سبتمبر 1972م.
العلم والواقع: مقابلة إذاعية، شركة الإذاعة الوطنية ، مدينة نيويورك ، سبتمبر 1972م.
حبس إنفرادي: نص حوار مع أنتوني جراي ، من البرنامج التليفزيوني زوج من العيون ، روى فيه تجربته كسجين في الصين، يونيو 1971م.
القارة مجهولة الهوية: نشرت لأول مرة في صحيفة صنداي تايمز بتاريخ 25 مايو 1969م.
وداعا غوغان: دليل المسافر بلا بهجة إلى جنوب المحيط الهادئ . نُشرت لأول مرة في صحيفة صنداي تايمز بتاريخ 13 أبريل 1969م.
مراكش: نشرت لأول مرة في مجلة صنداي تلغراف بتاريخ 8 سبتمبر 1972م.
اللعبة الدموية المجيدة: مباراة بطولة الشطرنج بين بوريس سباسكي وبوبي فيشر في ريكيافيك عام 1972.
 1 تأملات مدمن نشرت لأول مرة في صحيفة صنداي تايمز، 2 يوليو 1972.
2 قداس لريكيافيك نُشرت لأول مرة في صحيفة صنداي تايمز بتاريخ 31 أغسطس 1972.